# Gouvernement Chautemps IV
Troisième République
Chautemps III Blum II
Le quatrième gouvernement Chautemps a duré du 18 janvier 1938 au 10 mars 1938.

## Composition
| Portefeuille                                                                      | Titulaire | Titulaire              | Parti |
| --------------------------------------------------------------------------------- | --------- | ---------------------- | ----- |
| Président du Conseil                                                              |           | Camille Chautemps      | PRRRS |
| Vice-président du Conseil                                                         |           | Édouard Daladier       | PRRRS |
| Ministres d'État                                                                  |           |                        |       |
| Ministre d'État                                                                   |           | Ludovic-Oscar Frossard | USR   |
| Ministre d'État                                                                   |           | Georges Bonnet         | PRRRS |
| Ministres                                                                         |           |                        |       |
| Ministre de la Défense nationale et de la Guerre                                  |           | Édouard Daladier       | PRRRS |
| Ministre de la Justice                                                            |           | César Campinchi        | PRRRS |
| Ministre de l'Intérieur                                                           |           | Albert Sarraut         | PRRRS |
| Ministre des Affaires étrangères                                                  |           | Yvon Delbos            | PRRRS |
| Ministre des Finances                                                             |           | Paul Marchandeau       | PRRRS |
| Ministre de la Marine militaire                                                   |           | William Bertrand       | PRRRS |
| Ministre de l'Air                                                                 |           | Guy La Chambre         | PRRRS |
| Ministre de l'Éducation nationale                                                 |           | Jean Zay               | PRRRS |
| Ministre des Travaux publics                                                      |           | Henri Queuille         | PRRRS |
| Ministre du Commerce                                                              |           | Pierre Cot             | PRRRS |
| Ministre de la Marine marchande                                                   |           | Paul Elbel             | PRRRS |
| Ministre de l'Agriculture                                                         |           | Fernand Chapsal        | PRRRS |
| Ministre des Colonies                                                             |           | Théodore Steeg         | PRRRS |
| Ministre du Travail                                                               |           | Paul Ramadier          | USR   |
| Ministre des Pensions                                                             |           | Robert Lassalle        | PRRRS |
| Ministre des Postes, Télégraphes et Téléphones                                    |           | Fernand Gentin         | PRRRS |
| Ministre de la Santé publique                                                     |           | Marc Rucart            | PRRRS |
| Sous-secrétaires d’État                                                           |           |                        |       |
| Sous-secrétaire d’État à la Présidence du Conseil                                 |           | Émile Laurens          | PRRRS |
| Sous-secrétaire d’État au Service des Étrangers et de l’Immigration               |           | Philippe Serre         | JR    |
| Sous-secrétaire d’État à l'Intérieur                                              |           | Raoul Aubaud           | PRRRS |
| Sous-secrétaire d'État aux Affaires étrangères                                    |           | François de Tessan     | PRRRS |
| Sous-secrétaire d’État aux Finances                                               |           | Max Hymans             | USR   |
| Sous-secrétaire d’État à l'Agriculture                                            |           | André Liautey          | PRRRS |
| Sous-secrétaire d’État à la Marine militaire                                      |           | Maurice Delom-Sorbé    | JR    |
| Sous-secrétaire d’État à l'Éducation nationale chargé de l'Enseignement technique |           | Alfred Jules-Julien    | PRRRS |
| Sous-secrétaire d'État aux Travaux publics                                        |           | Jean-Alexis Jaubert    | PRRRS |
| Sous-secrétaire d’État à l’Éducation nationale chargé l’Éducation physique        |           | Léon Courson           | PRRRS |
| Sous-secrétaire d’État au Commerce                                                |           | Maxence Bibié          | PRRRS |
| Sous-secrétaire d’État aux Colonies                                               |           | Gaston Monnerville     | PRRRS |
| Sous-secrétaire d’État au Travail                                                 |           | Gabriel Lafaye         | USR   |

## Politique menée
9 mars 1938 : La dégradation de la situation financière de la France oblige Camille Chautemps à demander les pleins pouvoirs financiers à la chambre. Le refus de la SFIO de voter la loi sur les pleins pouvoirs conduit le gouvernement à démissionner le lendemain.

### Politique étrangère: l'Anschluss
Tout comme l’avait finalement été le gouvernement Sarraut II à l’occasion de la remilitarisation de la Rhénane en 1936, le gouvernement Chautemps IV est remarqué pour sa passivité devant l'Anschluss (annexion de l'Autriche par l'Allemagne nazie), de même que le gouvernement Blum II qui lui succédera du 13 mars au 8 avril 1938. 
La France est donc restée sans réagir militairement à ces deux violations du traité de Versailles par l’Allemagne, ainsi qu’à celles qui l’avaient précédées ou suivies, jusqu’au 2 septembre 1939 où elle lui déclarera enfin la guerre. Mais sans pour autant la lui faire, puisque le conflit entre les deux pays ne commencera véritablement que le 10 mai 1940, date de la grande offensive allemande. 
Hitler, avide de réaliser l'Anschluss, convoqua le chancelier d'Autriche Schuschnigg à Berchtesgaden le 12 février 1938, et le somma de remettre le pouvoir aux nazis autrichiens. Quoique les clauses de cet ultimatum aient été tenues secrètes, les gouvernements français et anglais étaient parfaitement informés de ce qui se tramait. 
S'ensuivit durant un mois une crise dramatique durant laquelle Schuschnigg et le président autrichien Miklas tentèrent de résister aux pressions hitlériennes, mais en vain, en raison de la passivité de l'Italie de Mussolini, favorable au projet d'annexion, et ce qui est plus grave, de la France et du Royaume-Uni, puissances garantes des traités de Versailles et de Saint-Germain-en-Laye en 1919. La France se borna à conseiller à Schuschnigg par son ambassadeur Puaux d'organiser un plébiscite sur l'unification . 
L'organisation de ce plébiscite, dont la date était fixée le dimanche 13 mars, précipita l'agression hitlérienne.
Le 10 mars 1938, Chautemps démissionna. Le 11 mars 1938, alors que les députés français s'occupaient de former un n-ième gouvernement, Hitler, pour empêcher la tenue du plébiscite, fit entrer ses troupes en Autriche après avoir contraint Schuschnigg à la démission. L'Autriche fut aussitôt soumise à la terreur nazie.
Quoique dûment informés par les services diplomatiques des manigances qui avaient conduit à l'annexion de l'Autriche, tant le gouvernement Chautemps (et le gouvernement Blum qui lui succéda), que simultanément celui de l'Angleterre, dirigé par Chamberlain, laissèrent commettre ce méfait sans réagir. 
L'annexion de l'Autriche fut suivie en 1938 par l'agression de la Tchécoslovaquie, ce pays se trouvant désormais bordé sur trois côtés par le territoire du IIIe Reich.